# Valle del Vipacco
La Valle del Vipacco (in sloveno Vipavska Dolina, in tedesco Wippachtal) è una valle italiana e slovena, che si estende tra la piana di Gorizia fino al passo di Prevallo, in territorio sloveno.
Il centro amministrativo più importante è Aidussina (circa 19 000 abitanti), posta a un'altitudine di 100 m s.l.m., quasi al centro della valle.

## Geografia

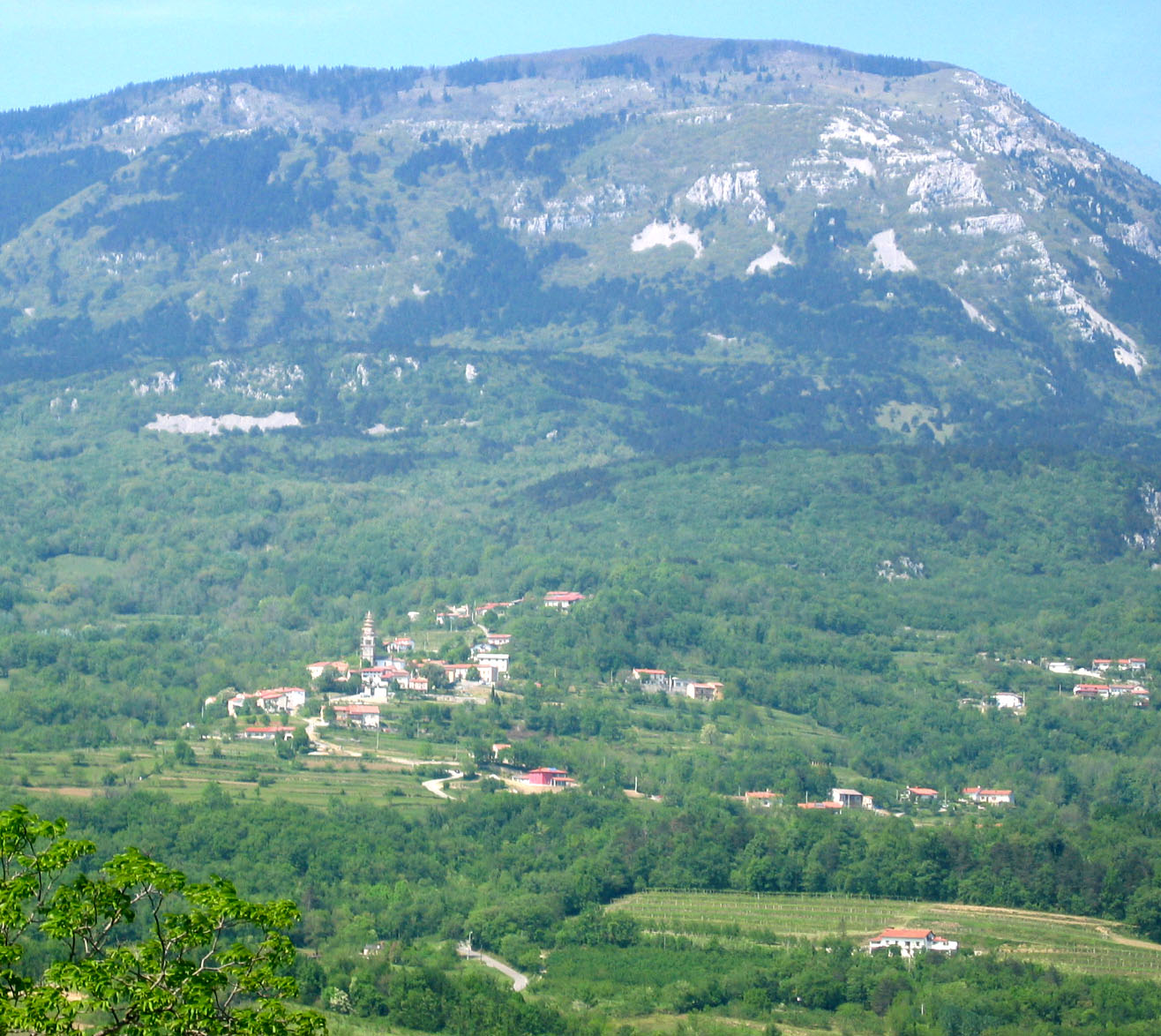
Il centro di Stomaž nei pressi di Aidussina

La valle, solcata dal Vipacco, affluente dell'Isonzo, è  piuttosto ampia e collega la pianura friulana alla Slovenia centrale, tramite il passo di Prevallo (Razdrto Selo) a un'altitudine di 575 m s.l.m.
La Valle è delimitata a nord dalla Selva di Tarnova (Trnovski gozd) e a sud dall'altopiano del Carso.
Procedendo da est verso ovest, gli affluenti di destra del Vipacco sono il Bela, la cui valle comunica con la Slovenia centrale attraverso il passo di Hrušica (858 m s.l.m.), il Hubelj e il Lokavšček (nei pressi di Aidussina), il Vogršček, che dà luogo all'omonimo lago e il Lijak, mentre quelli di sinistra sono il Rio del Macile (Močilnik), il torrente Branica e il Vertoibizza (Vrtojbica).
Il territorio può essere suddiviso in cinque microregioni:
- la Bassa Valle del Vipacco, comprendente la piana di Gorizia;
- la Media Valle del Vipacco;
- l'Alta valle del Vipacco;
- i Colli del Vipacco;
- la Valle del Branica.

La regione ha un clima relativamente mite, che la rende adatta alla coltivazione di diversi tipi di frutta (soprattutto pesche, albicocche, cachi e fichi) e di viti, dalle varietà autoctone Zelen, Pinela e Vitovska Garganja alle note Sauvignon, Chardonnay, Merlot, Barbera e Cabernet.
Nella regione la Bora (Burja) spira in modo particolarmente intenso intorno ai centri di Aidussina e Vipacco, che sorgono ai piedi dell'altopiano del Monte Nanos.

## Storia

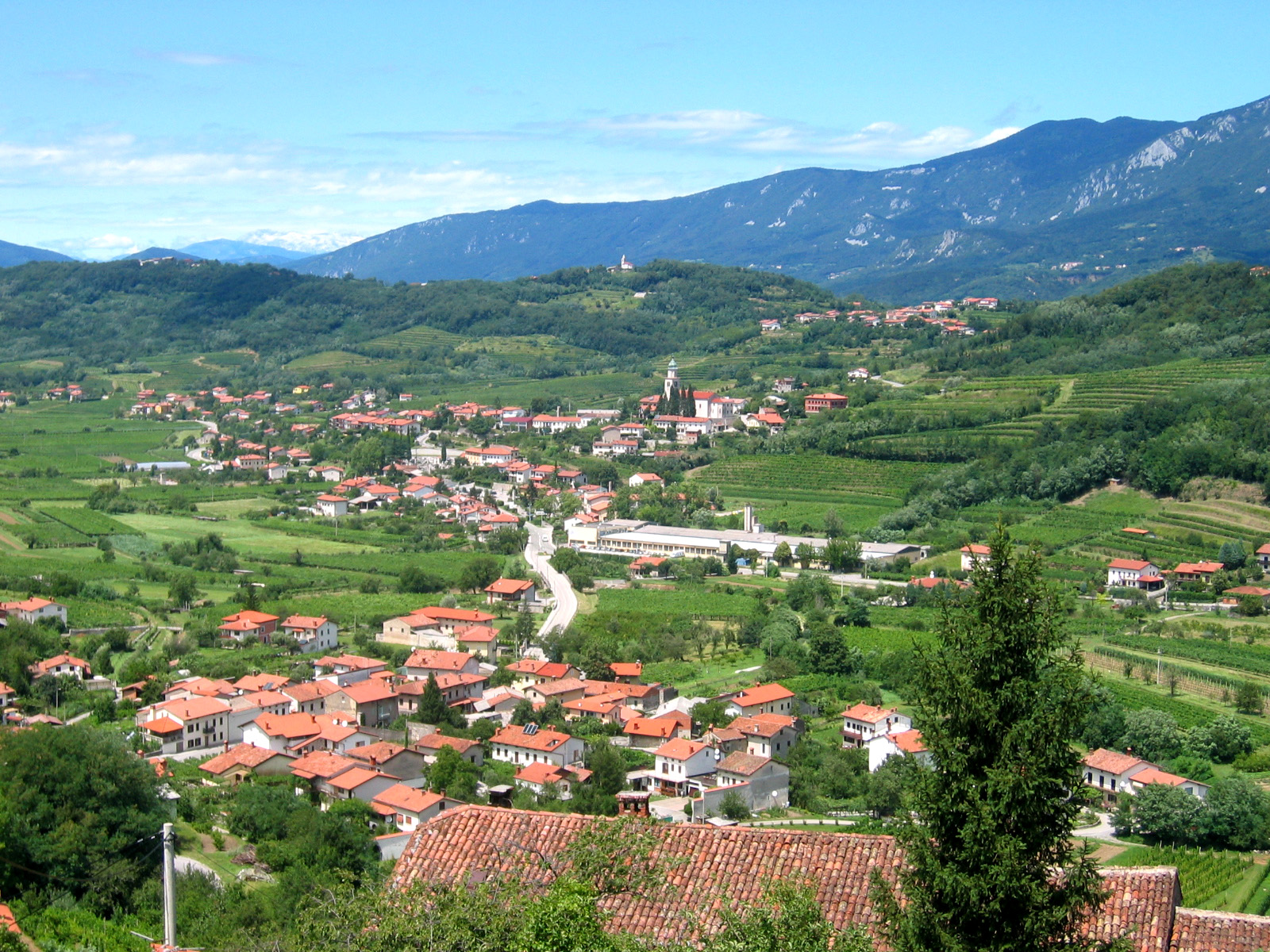
Il paese di Rifembergo (Branik), frazione di Nova Gorica

La Valle del Vipacco fu il territorio attraverso il quale gli antichi romani transitarono per la conquista della regione del Danubio, territorio che tra il IV e il VI secolo d.C. fu invaso dai goti, dagli unni e dai longobardi, prima dell'arrivo degli slavi.
Tra il 5 e il 6 settembre 394, in prossimità dell'attuale Vipacco fu combattuta una storica battaglia, nota come Battaglia del Frigido (dal nome antico del fiume Hubelj), nella quale si scontrarono l'esercito cristiano guidato da Stilicone e dall'imperatore romano d'Oriente Teodosio I e quello pagano, condotto dall'imperatore romano d'Occidente Flavio Eugenio, nominato imperatore dal generale franco Arbogaste dopo l'uccisione di Valentiniano II. L'episodio, che si concluse con la sconfitta di Eugenio e di Arbogaste fu l'ultimo tentativo di resistenza alla diffusione del Cristianesimo nell'Impero.
Nel Medioevo e sotto l'Impero asburgico, la parte orientale della valle, che comprende i centri di Vipacco e Aidussina, apparteneva al Ducato di Carniola (precisamente alla Carniola Interna), mentre la parte occidentale, più ampia e pianeggiante, era parte della Contea di Gorizia e Gradisca e, quindi, del Litorale austriaco.
Attualmente la parte slovena della valle fa parte della regione statistica del Goriziano.